# Nguyễn Văn Giáp
Nguyễn Văn Giáp (1837 -1887), tục gọi là Bố Giáp (vì ông từng làm chức Bố chính tỉnh Sơn Tây), là một lãnh tụ và danh tướng trong phong trào Cần Vương ở vùng Tây Bắc Việt Nam cuối thế kỷ XIX.

## Thân thế & sự nghiệp
Nguyễn Văn Giáp (阮文甲), huý Nguyễn Thường, tự Văn Giáp, hiệu Chu Cát, thuỵ Trang Lương, quê gốc tại làng Tả Thanh Oai, huyện Thanh Oai, tỉnh Hà Đông (nay thuộc huyện Thanh Trì, Hà Nội). Hiện còn di tích khu nhà, đất ở của gia đình ông tại làng Xuân Húc.
Ông thi đỗ cử nhân, khoa Giáp Tý (1864), triều vua Tự Đức, ra làm quan trải dần đến chức Bố chính tỉnh Sơn Tây, đến năm 1883 trấn giữ thành Sơn Tây, hàm Tam Phẩm. Trong 19 năm làm quan, ông được coi là một người thanh liêm.
Ngày 11 tháng 12 năm 1883, quân Pháp tấn công thành Sơn Tây. Dù bị quân Việt kháng cự, đến ngày 16 tháng 12, quân Pháp chiếm được thành. Dù nhận lệnh triệt binh của triều đình, nhưng ông và người dân không tuân theo, mà dẫn quân đến Lâm Thao (Phú Thọ) rồi về Thanh Mai (còn gọi là Than Mai, nay thuộc xã Thanh Đình, thành phố Việt Trì, tỉnh Phú Thọ) lập căn cứ.
Tháng 7 năm 1885, Nguyễn Văn Giáp được vua Hàm Nghi bổ nhiệm chức Tuần phủ Sơn Tây, kiêm Tham tán hiệp đốc Bắc Kỳ, quân vụ Đại thần, Phấn Trung tướng quân, hàm Tòng Nhị phẩm (chiếu phong đề ngày 10 tháng 7 năm 1885), sau thăng Tổng đốc Sơn-Hưng-Tuyên. Từ đó, ông trở thành một lãnh tụ của phong trào Cần Vương

## Chiến trận

### Trận Thanh Mai
Đầu tháng 10 năm 1885, khoảng 6.000 quân Pháp do tướng Jamont chỉ huy tiến theo ba đường lên đánh căn cứ Thanh Mai. Quân Pháp chia thành ba binh đoàn, mỗi binh đoàn đều có 1 hoặc 2 đội trọng pháo, có đội công binh theo sửa chữa cầu đường.
Ngoài ra, còn có một số pháo hạm nhỏ đi theo nhằm ngăn trở nghĩa quân vượt sông Thao.
Ngày 7 tháng 10, tướng Jamais dẫn binh đoàn từ Việt Trì, tiến theo tả ngạn sông Lô đến Phù Ninh thì tạt sang hữu ngạn để đến làng Cổ Tích ở dưới chân Đền Hùng, rồi tiến lên phía bắc Thanh Mai.
Cũng từ Việt Trì, binh đoàn của tướng Munier tiến lên phía nam Thanh Mai theo đường Minh Nông. Dọc đường, Munier để lại một số quân ở Cầu Đo, để ngăn lối thoát của nghĩa quân từ Thanh Mai qua sông Thao về Ba Vì.
Còn binh đoàn thứ ba do Đại tá Mourlan chỉ huy sau khi tập trung ở Nam Cường (Hưng Hóa) bèn theo hữu ngạn sông Thao tiến lên Thanh Mai. Dọc đường, đoàn quân này chạm súng với lực lượng của Tán Dật (Lê Đình Dật) ở Thạch Sơn (Lâm Thao, Phú Thọ). Sau nhiều giờ kịch chiến, thì Tán Dật đành phải cho quân rút về Lang Sơn (Hạ Hòa, Phú Thọ) vì không cân sức.
Sau khi cả ba binh đoàn đã tiếp cận và bao vây Thanh Mai, ngày 21 tháng 10 năm 1885, các chỉ huy quân Pháp ra lệnh cho tất cả đại bác đều đồng loạt nổ súng vào mục tiêu.
Sau nhiều trận mưa pháo, đến ngày 24 tháng 10 thì bộ binh Pháp xông vào tấn công Thanh Mai. Nhưng vì gặp sức kháng cự mãnh liệt của quân khởi nghĩa, nên đến ngày hôm sau quân Pháp mới chiếm lĩnh được mục tiêu.
Biết mình yếu sức hơn, trong lúc giao tranh, Bố Giáp đã cho quân lần lượt rút lên hướng Tuần Quán (Yên Bái). Nhờ vậy, mà lực lượng của ông được bảo toàn.

### Trận Tuần Quán
Đầu năm 1886, Tướng Jamais dẫn bốn binh đoàn (nhưng số quân lần này ít hơn ở trận Thanh Mai).
Theo kế hoạch, binh đoàn thứ nhất tập trung ở Tứ Mỹ bên hữu ngạn sông Thao, để qua sông đánh vào phía tây Tuần Quán và không cho nghĩa quân vượt sông. Binh đoàn thứ hai từ Phú Thọ theo tả ngạn sông Thao mà đi ngược lên Tuần Quán. Binh đoàn thứ ba từ Thanh Mai tiến lên có nhiệm vụ đánh chặn một khi nghĩa quân lui về phía nam. Còn binh đoàn thứ tư có nhiệm vụ đến phủ Yên Bình (Yên Bái) trên sông Chảy, có nhiệm vụ chận đường phía bắc và đánh vào phía đông Tuần Quán.
Trong cuộc hành quân lần này, đôi bên đã chạm súng nhau nhiều lần, nhất là tại làng Đông Viên (Phú Thọ) bên hữu ngạn sông Thao, khiến "binh đoàn thứ ba một giờ không tiến nổi một cây số".
Sau khi chiếm được Tuần Quán, quân Pháp lần lượt chiếm lấy Yên Bái, Trại Hút, Phố Lu, Văn Bàn. Và đến ngày 29 tháng 3 năm 1886, thì họ làm chủ luôn Lào Cai.
Trong lúc này, Bố Giáp cho quân rút sang Tiên Động (Tiên Lương, Cẩm Khê), trú đóng trong Rừng Già (gần sông Hồng, giữ Tu Ung và Cẩm Khê) rồi hợp với lực lượng của Nguyễn Quang Bích (lúc này ông đang đi cầu viện nhà Thanh và tìm mua súng đạn bên Trung Quốc).

### Chống càn tại Tiên Động
Từ Tiên Động, quân của Bố Giáp đi hoạt động mạnh trên vùng sông Đà, sông Thao; và đã tập hợp và chỉ huy có hiệu quả với các đội nghĩa quân của Nguyễn Văn Ngữ (Đốc Ngữ), Hoàng Văn Thúy (Đề Kiều), Đèo Văn Thanh, Cầm Văn Toa,...trong công cuộc chung. Đồng bào các Dân tộc Thiểu số ở Tây Bắc đã tham gia rộng khắp, và trở thành lực lượng mạnh của Nghĩa quân.
Không thể để nghĩa quân cứ quấy phá mãi, viên chỉ huy quân sự vùng này là Đại úy Lebocot bèn dẫn quân đi tấn công Rừng Già mấy lần nhưng đều bị nghĩa quân đẩy lui.
Ngày 18 tháng 6 năm 1886, đích thân tướng Jamais chỉ huy cuộc hành quân lớn vào Tiên Động. Sau khi mai phục, tiêu diệt được một số đối phương, Bố Giáp cho quân âm thầm rút lui. Đến khi, quân Pháp không chịu nổi cảnh rừng sâu nước độc phải bỏ đi, ông lại cho quân trở về căn cứ.
Năm tháng sau (1 tháng 11), thiếu tá Bercand lại dẫn quân vào Tiên Động. Để đối phó lại, Bố Giáp lại cho quân áp dụng chiến thuật như lần trước, nên đối phương cũng không thu được kết quả gì.
Mặc dù đẩy lui được quân Pháp nhiều lần, thanh thế của quân khởi nghĩa lúc này đang lên rất cao; nhưng xét thấy địa thế Tiên Động khá hẹp, lại bị tàn phá sau mấy trận càn, nên Nguyễn Quang Bích (lúc này vừa từ Trung Quốc trở về) và Bố Giáp bèn đem quân lên Nghĩa Lộ (trước thuộc châu Văn Chấn, nay là thị xã Nghĩa Lộ thuộc tỉnh Yên Bái) xây dựng căn cứ mới.

### Chống càn tại Nghĩa Lộ
Cuối năm 1886, tướng Brissaud nhận lệnh đưa quân đến càn quét hai châu là Văn Bàn (Lào Cai) và Văn Chấn (Yên Bái).
Đoàn quân Pháp tiến theo lưu vực ngòi Vân, đến đèo Gỗ (gần bờ sông Thao, giữa Cẩm Khê và Yên Lương) thì nổ ra cuộc giao tranh ác liệt vào ngày 2 tháng 1 năm 1887.
Mặc dù chịu một số thiệt hại (trong số đó có Trung úy Bodin bị thương nặng), quân Pháp vẫn vượt được đèo Gỗ và đèo Hạn Bái. Lại xảy ra một trận kịch chiến nữa, nhưng đến ngày 3 tháng 4 năm 1887, thì quân Pháp vào được Đại Lịch (Văn Chấn, Yên Bái).
Kể từ đó cho đến gần cuối năm 1887, quân Pháp vẫn không tiến thêm được chút nào, vì tinh thần và sức lực của nghĩa quân lúc này hãy còn khá mạnh mẽ. Tháng 11 năm 1887, Đại úy Frayssines dẫn quân xông vào Nghĩa Lộ thì bị nghĩa quân đánh chận ngay từ đầu nên phải lui về.
Trong khoảng thời gian này (cuối năm 1887) vì bệnh nặng và vì gian lao quá đỗi, Bố Giáp qua đời tại căn cứ Nghĩa Lộ (Mường Lò) vào ngày 25 tháng 9 năm Đinh Dậu (1887)tại nhà một đồng bào Mèo.(Nguyễn Văn Giáp một Thủ lĩnh xuất sắc của phong trào Cần Vương chống Pháp cuối TK 19 ở vùng Tây Bắc (GS Đinh Xuân Lâm)
Mất đi một thủ lĩnh có chí và có tài đức, quả là một thiệt hại không nhỏ đối với nghĩa quân vùng Tây Bắc (Việt Nam).

## Thương tiếc
Nguyễn Văn Giáp khi cải táng, tướng Đề Kiều cùng nghĩa quân và họ tộc đã bí mật an táng phần mộ tại cánh đồng Đình Lân, làng Xuân Húc, nay thuộc xã Vân Xuân, huyện Vĩnh Tường, tỉnh Vĩnh Phúc, nơi quê hương, họ tộc của ông. Lăng mộ ông đã được nhân dân gìn giữ, tôn tạo và hương khói thường xuyên.
Nguyễn Văn Giáp mất,tại tang lễ, Hiệp Thống Bắc kỳ quân vụ Đại Thần Nguyễn Quang Bích có làm bài văn tế dài bằng chữ Hán, để tỏ lòng thương tiếc và ca ngợi khí tiết Anh hùng của ông. Trích một đoạn (dịch):
...Bệnh tình trầm trọng
Thời vận chơi vơi
Đương cơn binh hỏa,
Dường bệnh một nơi.
Quân giặc vừa rút
Tướng tinh đã rơi.
...Khí tiết của Ngài
Sáng rực trên trời
Thù nước còn đó
Chí lớn chưa nguôi...
Ở quận 2, Thành phố Hồ Chí Minh hiện có con đường mang tên Nguyễn Văn Giáp.
Ở quận Cẩm Lệ, thành phố Đà Nẵng cũng có đường mang tên Nguyễn Văn Giáp.
Tại Thủ đô Hà Nội, ở quận Nam Từ Liêm có đường Nguyễn Văn Giáp nối cạnh đường Hàm Nghi.
Nay UBND huyện Vĩnh tường và tỉnh Vĩnh Phúc đang tôn tạo Khu Lăng Mộ Danh nhân Nguyễn Văn Giáp, hoàn tất hồ sơ đề nghị Nhà nước xếp hạng thành Khu Di tích Lịch sử Văn hoá cấp Quốc gia, ghi nhận vai trò lịch sử và tinh thần hy sinh anh dũng chống Pháp cứu nước của Danh Nhân Nguyễn Văn Giáp.
Đài truyền hình VTV1 đã phát sóng phim Danh nhân Đất Việt: "Nguyễn Văn Giáp - Lương Thần Danh Tướng". Mời các bạn xem lại phim trên trang Youtube với tên phim như trong ngoặc kép.